# Gabriel Bounin
Gabriel Bounin (* im 16. Jahrhundert in Châteauroux; † 1604) war ein französischer Jurist, Dramatiker, neulateinischer Autor und Übersetzer aus dem Altgriechischen.

## Leben und Werk

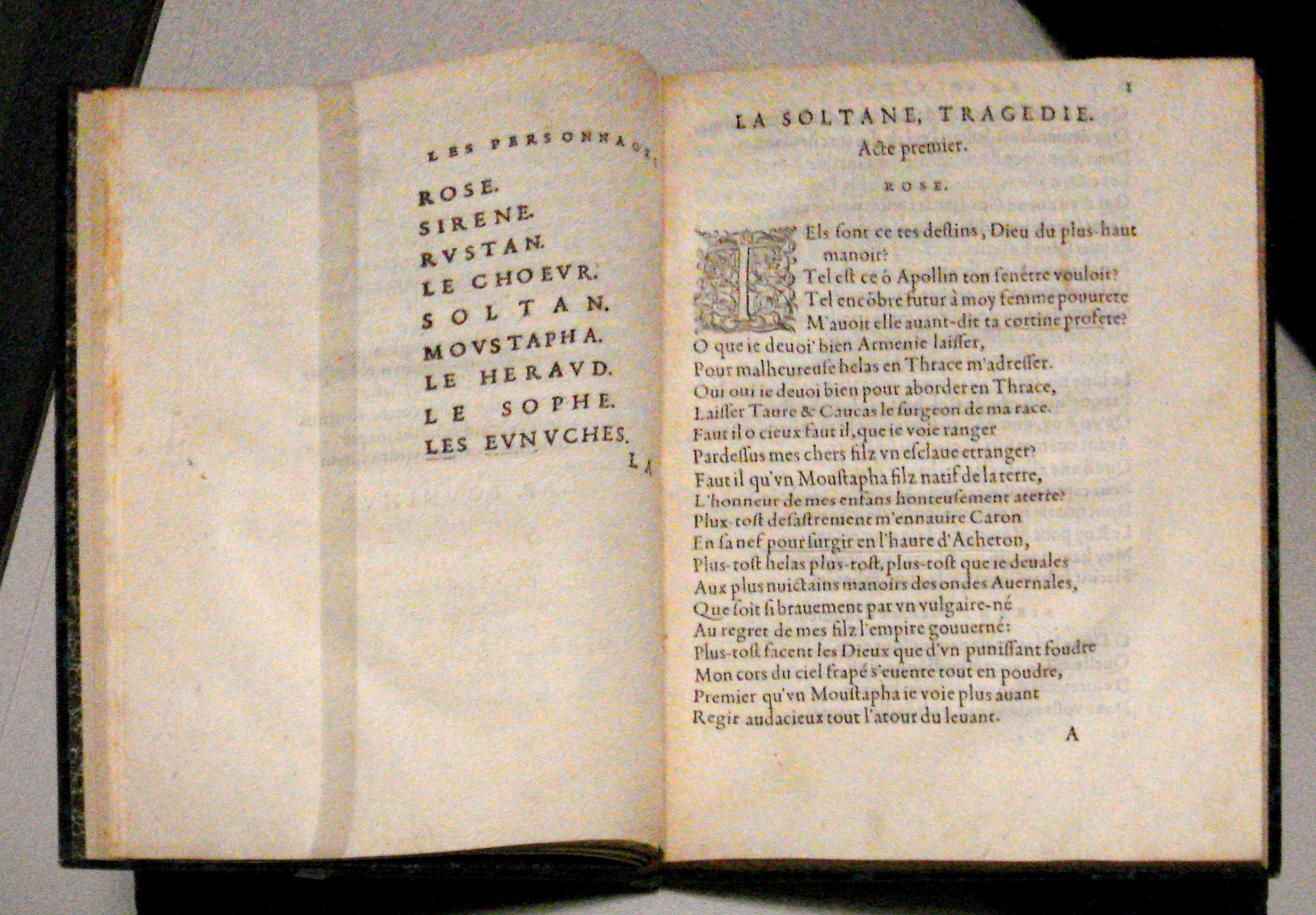
La Soltane

Gabriel Bounin (auch: Bounyn) war hoher Jurist (Maître des requêtes) mit schöngeistigen Neigungen im Umkreis des Herzogs von Alençon. Bekannt wurde er vor allem für sein Drama La Soltane von 1561. Erstmalig brachte er ein Gegenwartsereignis auf die Bühne, nämlich die ihm durch Guillaume Postels Buch De la République des Turcs (1560) bekannt gewordene Ermordung (aus Rache) von Şehzade Mustafa im Jahre 1553, und erstmalig hatte ein französisches Theaterstück einen islamischen Hintergrund. Bemerkenswert ist auch sein Anti-Kriegsstück Tragédie sur la défaite et occision de la Piaffe et de la Picquorée et bannissement de Mars, à l’introduction de Paix et saincte Justice von 1579. Bounins Übersetzung der Oikonomika des Aristoteles aus dem Altgriechischen ins Französische erschien 1554. Rechtsgeschichtlich von Bedeutung ist seine frühe handelsrechtliche Abhandlung über den Bankrott (1586).

## Werke (Auswahl)
- (Übersetzer) Les oeconomiques d’Aristote, c’est-à-dire la manière de bien gouverner une famille, nouvellement traduictes de grec en françois. Vascosan, Paris 1554.
- La Soltane. Tragédie. Morel, Paris 1561.
  - (Neudruck) La Soltane. Trauerspiel von Gabriel Bounin. Paris 1641 (sic). Neudruck besorgt von Edmund Stengel und Johannes Venema. Mit einer literarischen Einleitung von Johannes Venema. N. G. Elwert, Marburg 1888.
  - (kritische Ausgabe) La Soltane. Hrsg. Michael Heath. University of Exeter, Exeter 1977.
  - (weitere Ausgabe) La sultane. Hrsg. Michel Dassonville. In: La tragédie à l’époque d’Henri II et de Charles IX. Première série. Vol. 1, 1550–1561. PUF, Paris 1986, S. 295–368.
- Tragédie sur la défaite et occision de la Piaffe et de la Picquorée et bannissement de Mars, à l’introduction de Paix et saincte Justice, le tout dédié à l’Altesse de Monseigneur fils de France, frère unique du Roi, duc d’Anjou. Mestayer, Paris 1579.
- Epigrammata heroica. Paris 1586.
- Satyre au Roy contre les républiquains. Avec l’alectriomachie ou joutte des coqs. Par Gabriel Bounin, conseiller & maistre des resquestes ordinaire de feu Monseigneur, advocat en Parlement à Paris, & baillif de Chasteau-Roux. Paris 1586.
- Traité sur les cessions et banqueroutes. Paris 1586.